# 尼基·卡登
尼基·卡登（英語：Nicky Cadden；1996年9月19日—）是蘇格蘭的一位足球運動員，在場上的位置是側鋒。他現在效力於蘇超球隊希伯尼安。他的雙胞胎哥哥克里斯·卡登也是一位足球運動員。

## 外部連結
- 足球数据库：尼基·卡登的球员统计数据